# Соболевский, Алексей Иванович
Алексе́й Ива́нович Соболе́вский (26 декабря 1856 [7 января 1857], Москва — 24 мая 1929, там же) — российский и советский лингвист, палеограф, историк литературы, славист, педагог. Член Императорской Академии наук. Брат С. И. Соболевского, член Императорского Православного Палестинского Общества. Видный политический деятель черносотенного движения.
Автор работ в области истории русского и старославянского языков, русской диалектологии, палеографии, этнографии, топонимики, ономастики, лексики, словообразования, этимологии. Среди многочисленных научных достижений Соболевского — описание и датировка большого фонда восточнославянских рукописей, открытие второго южнославянского влияния, изучение диалектных особенностей древнерусских регионов, таких как галицко-волынский и древненовгородский диалект, открытие нескольких датирующих признаков в палеографии.

## Биография
Алексей Соболевский родился в семье государственного служащего. Учился в 1-й Московской гимназии, которую окончил в 1874 году и поступил на историко-филологический факультет Московского университета. Его учителями были выдающиеся учёные — Ф. И. Буслаев, Ф. Е. Корш, А. Л. Дювернуа, Ф. Ф. Фортунатов, В. Ф. Миллер и другие. Соболевский окончил курс в 1878 году и начал преподавать на Высших женских курсах. В 1882 защитил магистерскую диссертацию «Исследования в области русской грамматики» (Варшава, 1881) и получил должность доцента на кафедре русской литературы в Киевском университете. В 1884 году Соболевский защитил докторскую диссертацию «Очерки из истории русского языка» (Киев, 1884) и был назначен ординарным профессором Киевского университета, где преподавал до 1888 года. В это время он начал писать статьи по славистике, сначала об отдельных словах, а затем о фонетических и грамматических чертах славянских языков, а также занимался исследованием морфологии. Писал Соболевский и рецензии на работы славистов, таких как Ф. Миклошич, А. Будилович, В. Ягич, М. Фасмер и других.
Сотрудничал с журналом А. А. Хованского «Филологические записки», принимал участие в формировании Фонда Хованского, учреждённого в 1899 году; был одним из его жертвователей.

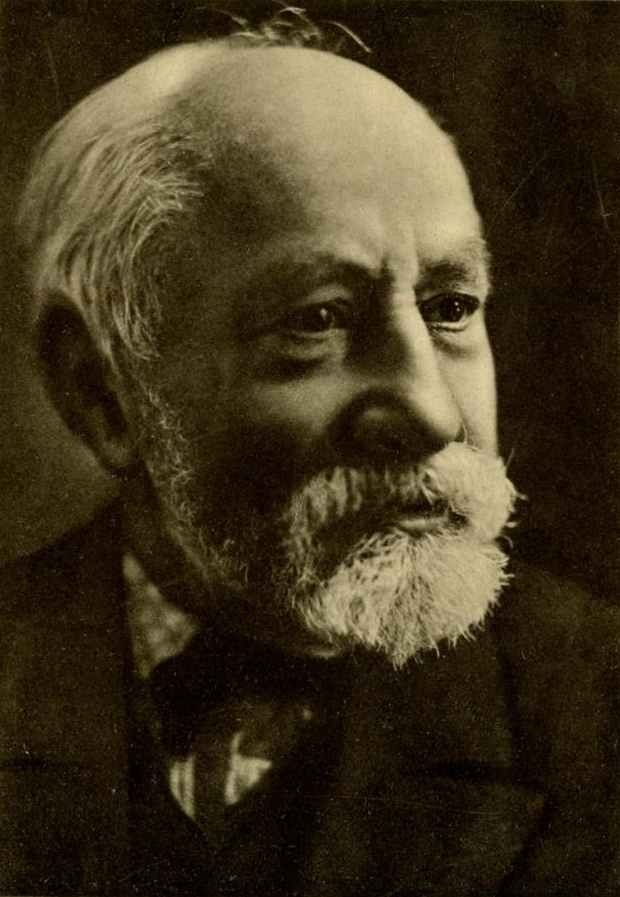
Алексей Иванович Соболевский

В 1888 году Соболевский стал заведующим кафедрой русского языка и словесности Санкт-Петербургского университета. В этом же году он выпустил исторический труд «Лекции по истории русского языка», который вскоре приобрёл заслуженное одобрение среди научного сообщества и при его жизни переиздавался три раза. Соболевский работал в университете до 1908 года, читал лекции по старославянскому языку, истории русского языка и диалектологии, палеографии, этнографии. Преподавал он также и в Археологическом институте. Большое внимание Соболевский уделял изучению церковнославянского языка. Он написал множество работ на эту тему, а в 1891 году вышла его книга «Древний церковнославянский язык», в которой были собраны все университетские лекции. Учёный принимал участие в работе 9-11 археологических съездов (Вильно-Рига-Москва), славяно-русской палеографической выставке (1899 г.). предварительном съезде русских филологов (СПб., 1903 г.)
В 1893 году А. И. Соболевский был избран членом-корреспондентом Императорской Академии наук по Отделению русского языка и словесности, а в 1900 году — действительным членом. В 1901 году вышел его фундаментальный труд «Славяно-русская палеография». Эта работа стала самой значительной в те времена и остаётся актуальной до сих пор. Учёный исследовал громадное количество рукописей, проанализировал палеографические особенности на протяжении нескольких веков, систематизировал материал. В 1903 году Соболевский принимал участие в предварительном съезде русских филологов, прошедшем в Санкт-Петербурге.
В 1908 году Соболевский вышел в отставку и переехал в Москву. Там он продолжил научную и педагогическую деятельность, читал лекции в Московском университете, Московском археологическом институте, на Архивных курсах, открытых Московским областным управлением архивного дела.
Соболевский был членом-корреспондентом Белградской и Софийской Академий наук, состоял во многих научных обществах, комитетах и комиссиях. Некоторое время он находился в составе Орфографической комиссии АН, участвовал в подготовке реформы русской орфографии 1918 года, в частности, предложил исключить из правописания букву ять, окончания -ыя, -ия и формы ж. р. онѣ, однѣ.
В отличие от своих предшественников, А. И. Соболевский относил создателей дославянской топонимики на территории средней и северной части СССР не к финно-угорским, а к индоевропейским народам. Ко времени прибытия в Великую Моравию Кирилла и Мефодия у мораван уже была своя 
моравская христианская терминология и она сохранилась в старославянском языке в виде моравизмов. А. Соболевский относил к числу моравизмов в русском языке слова пекло (пьклъ — ад), крыж (крижь — крест), законник (законьникъ — священник), вьсемогай — вседержитель, пълкъ — народ, толпа, утягнути — заслужить, удостоиться и ряд других. А. И. Соболевский обнаружил в Законе судном людем неизвестные южнославянским текстам термины, представленные в западнославянских (моравских) памятниках. Соболевский решительно отрицал существование у восточных славян в середине IX века христианства и своей письменности.

## Политическая деятельность
Соболевский принимал активное участие в деятельности славянского движения и русских националистических и монархических организаций. Он являлся руководителем Санкт-Петербургского Славянского благотворительного общества, одним из основателей Православного камчатского братства, членом Русского собрания, выступал с докладами на монархических съездах, в частности на 2-м Всероссийском съезде русских людей в Москве 6—12 апреля 1906. Был одним из членов-учредителей Русского окраинного общества, входил в его Совет и возглавил Отдел РОО по Юго-западному краю и Украине. Соболевский видел большую опасность в набирающем силу украинском национальном движении и призывал бороться с попытками создания отдельного от русского украинского языка и отделения украинцев от «общерусской культуры». Также он был активным членом Союза русского народа, председателем Московского Спасского отдела в Санкт-Петербурге, членом Главного Совета СРН и товарищем председателя. Во время раскола СРН он поддержал А. И. Дубровина и был выведен из Главного Совета. Монархические воззрения Соболевского вызывали недовольство среди либеральной профессуры и студенчества, которых он критиковал в своих статьях, выступая против политизации учебных заведений. Он был обвинён в клевете, судился и был оправдан. В Москве некоторое время (с 1911 года) возглавлял Союз русских людей. Являлся почётным членом «Казанского Общества Трезвости».
В конце 1916 года учёный был назначен членом Государственного совета, но проявить себя на этом поприще не успел.

## Последние годы
Произошли февральская и октябрьская революция 1917 года, эти события Соболевский переносил очень тяжело. На выборах в Учредительное собрание голосовал за большевиков, противопоставляя их бессильным либералам. Он отошёл от политической деятельности, но это не спасло его от репрессий. Практически сразу была опечатана его квартира, из которой только усилиями А. А. Шахматова удалось спасти научную библиотеку и архив. Летом 1918 года Соболевский был арестован, и только заступничество учёных спасло его. Он был освобождён под личное поручительство С. А. Белокурова, но дело его продолжало числиться за Московским ревтрибуналом, и с него была взята подписка о невыезде из Москвы.

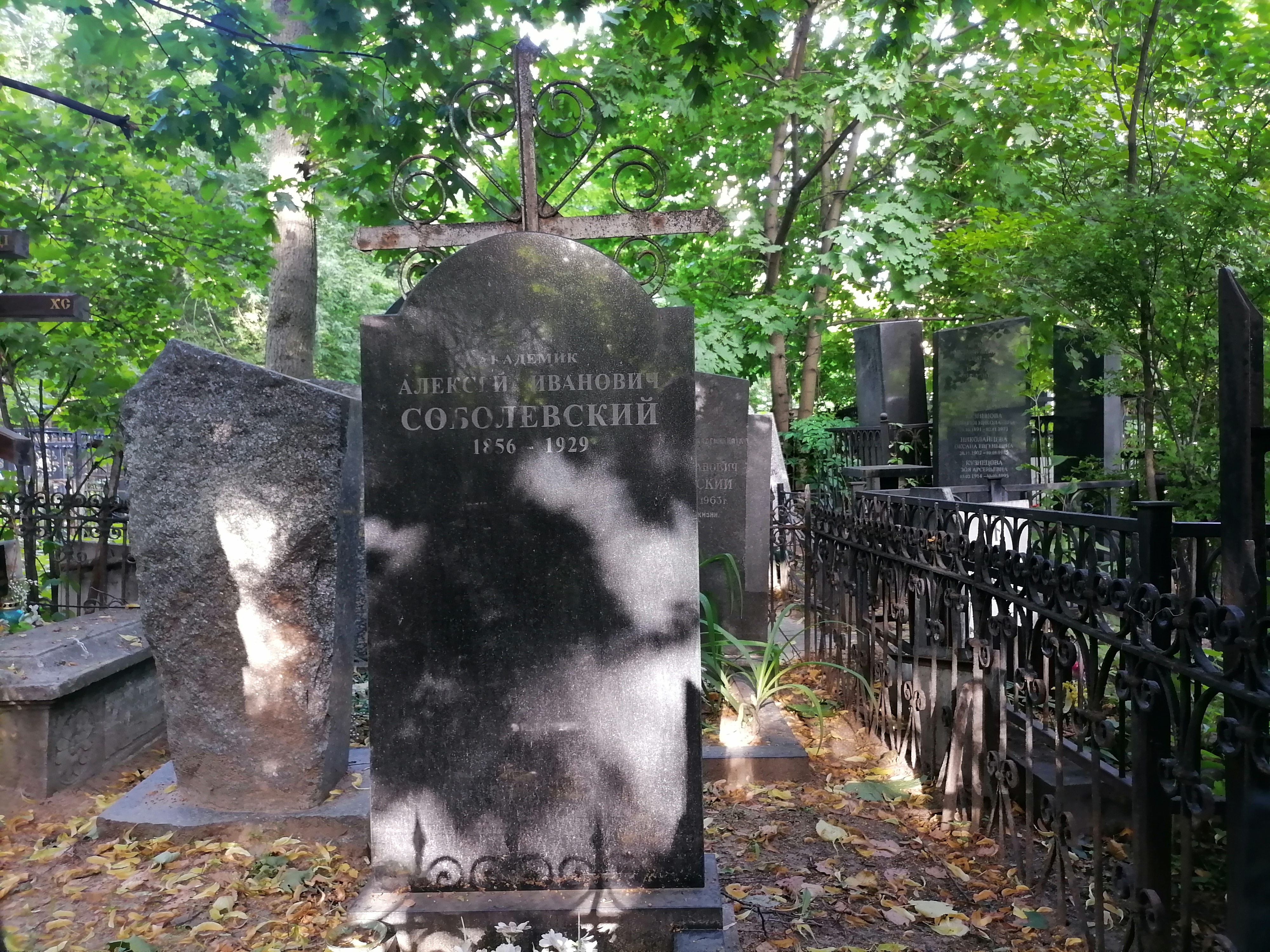
Могила на Ваганьковском кладбище

С октября 1925 года Соболевский возглавил Комиссию по собиранию материалов по древнерусскому языку АН. В 1926—1929 годах он пытался продолжать работы по сбору материалов для лексикографических изучений, но все они остались незавершёнными. Скончался Алексей Иванович 24 мая 1929 года. Похоронен на Ваганьковском кладбище (12 уч.).

## Основные труды
- Лекции по истории русского языка. — Киев, 1888. (2-е изд. — СПб., 1891).
- Лекции по истории русского языка. — Изд. 4-е. — М. : Унив. тип., 1907.
- Древний церковнославянский язык. Фонетика. — М., 1891.
- Очерки русской диалектологии. — СПб., 1892.
- Образованность Московской Руси XV—XVII веков. — СПб., 1892.
- Церковно-славянские стихотворения конца IX — начала X веков. — СПб., 1892.
- Статьи по славяно-русскому языку. — Варшава, 1883.
- Великорусские народные песни. Т. 1—7. — СПб., 1895—1902. (Internet Archive)
- О древних русских переводах в до-монгольский период /  Москва : тип. Г. Лисснер и А. Гешель, 1897.  9 с
- Из введения в морфологию Церковно-славянского языка («Филологические записки», Воронеж, 1902).
- Переводная литература Московской Руси XIV - XVII веков. Библиографические материалы. - 1903.
- Славяно-русская палеография (1-е изд. — 1901 (1902); 2-е изд. — 1906; 3-е изд. — 1908; 4-е изд. — Leipzig, 1970. — 120 с. (репринт 2-го изд.); 5-е изд. — М.: ЛИБРОКОМ, 2011. — 136 с.).
- Материалы и исследования в области славянской филологии и археологии. — СПб., 1910. (Сборник Отделения русского языка и словесности Императорской Академии наук. Т. 88, прил. № 3).
- Лингвистические и археологические наблюдения. Вып. 1—3. — Варшава, 1910—1914. Выпуск 1-й (1910).
- Русско-скифские этюды. — Ленинград, 1924. (Окончание).
- Названия рек и озёр русского Севера. М., 1927.
- Соболевский А. И. История русского литературного языка / Издание подготовил А. А. Алексеев; Отв. ред. акад. В. И. Борковский; Академия наук СССР, Отделение литературы и языка, Комиссия по истории филологических наук. — Л.: Наука. Ленингр. отд-ние, 1980. — 196, [2] с. — 9900 экз. (обл.) (Публикуется впервые по рукописи 1889 года)

Всего А. И. Соболевским за 50 лет научной деятельности опубликовано более 450 работ.